# Badminton-Weltmeisterschaft (Junioren)
Badminton-Weltmeisterschaften der Junioren werden seit 1992 im zweijährlichen Rhythmus durchgeführt. Von 1987 bis 1991 gab es die Bimantara World Junior Invitation Championships, welche jährlich in Indonesien ausgetragen wurden. Ab 2007 wurde dieser Rhythmus auch in der offiziellen Juniorenweltmeisterschaft eingeführt. Veranstalter ist der Badmintonweltverband, die BWF. Mittlerweile wird das Turnier offiziell Bimantara Cup genannt. Seit 2000 wird auch ein Mannschaftswettkampf ausgetragen.
Die Weltmeisterschaften der Junioren werden seit Beginn von den asiatischen, insbesondere chinesischen, Nachwuchstalenten dominiert. Lediglich den Dänen Jim Laugesen / Rikke Olsen (1992), Peter Gade / Peder Nissen (1994) und Viktor Axelsen (2010) gelang es, in diese Phalanx einzubrechen.

## Austragungsorte
| Jahr | Ort          | Land                |
| ---- | ------------ | ------------------- |
| 1992 | Jakarta      | Indonesien          |
| 1994 | Kuala Lumpur | Malaysia            |
| 1996 | Silkeborg    | Dänemark            |
| 1998 | Melbourne    | Australien          |
| 2000 | Guangzhou    | China               |
| 2002 | Pretoria     | Südafrika           |
| 2004 | Vancouver    | Kanada              |
| 2006 | Incheon      | Südkorea            |
| 2007 | Auckland     | Neuseeland          |
| 2008 | Pune         | Indien              |
| 2009 | Alor Setar   | Malaysia            |
| 2010 | Guadalajara  | Mexiko              |
| 2011 | Taipeh       | Chinesisch Taipeh   |
| 2012 | Chiba        | Japan               |
| 2013 | Bangkok      | Thailand            |
| 2014 | Alor Setar   | Malaysia            |
| 2015 | Lima         | Peru                |
| 2016 | Bilbao       | Spanien             |
| 2017 | Yogyakarta   | Indonesien          |
| 2018 | Markham      | Kanada              |
| 2019 | Kasan        | Russland            |
| 2022 | Santander    | Spanien             |
| 2023 | Spokane      | Vereinigte Staaten  |
| 2024 | Nanchang     | Volksrepublik China |

## Die Weltmeister
| Jahr      | Herreneinzel           | Dameneinzel              | Herrendoppel                              | Damendoppel                  | Mixed                                        | Mannschaft        |
| --------- | ---------------------- | ------------------------ | ----------------------------------------- | ---------------------------- | -------------------------------------------- | ----------------- |
| 1987      | Ardy Wiranata          | Susi Susanti             | Wu Wenkai Jin Feng                        | Susi Susanti Lilik Sudarwati | Ardy Wiranata Susi Susanti                   | –                 |
| 1988      | Thomas Stuer-Lauridsen | Susi Susanti             | Aras Razak Ricky Subagja                  | Susi Susanti Lilik Sudarwati | Ricky Subagja Lilik Sudarwati                | –                 |
| 1989      | Heryanto Arbi          | Kim Ji-hyun              | Choi Ji-tae Lee Heung-soon                | Eliza Nathanael Finarsih     | John Quinn Joanne Wright                     | –                 |
| 1990      | Henry G. Wiyadi        | Yuni Kartika             | Seng Kok Kiong Hadi Sugianto              | Ye Zhaoying Liu Hong         | Hu Zhilang Peng Xinyong                      | –                 |
| 1991      | Indra Wijaya           | Yao Yan                  | Dadan Hidayat Kurnia                      | Gu Jun Han Jingna            | Thomas Damgaard Rikke Olsen                  | –                 |
| 1992      | Sun Jun                | Kristin Yunita           | Amon Santoso Kusno                        | Gu Jun Han Jingna            | Jim Laugesen Rikke Olsen                     | –                 |
| 1994      | Chen Gang              | Wang Chen                | Peter Gade Peder Nissen                   | Yao Jie Liu Lu               | Zhang Wei Qiang Hong                         | –                 |
| 1996      | Zhu Feng               | Yu Hua                   | Jeremy Gan Chan Chong Ming                | Gao Ling Yang Wei            | Wang Wei Lu Ying                             | –                 |
| 1998      | Zhang Yang             | Gong Ruina               | Chan Chong Ming Teo Kok Seng              | Zhang Jiewen Xie Xingfang    | Chan Chong Ming Joanne Quay                  | –                 |
| 2000      | Bao Chunlai            | Wei Yan                  | Sang Yang Zheng Bo                        | Zhang Yawen Wei Yili         | Sang Yang Zhang Yawen                        | China             |
| 2002      | Chen Jin               | Jiang Yanjiao            | Han Sang-hoon Park Sung-hwan              | Du Jing Rong Lu              | Guo Zhendong Yu Yang                         | China             |
| 2004      | Chen Jin               | Cheng Shao-chieh         | Hoon Thien How Tan Boon Heong             | Tian Qing Yu Yang            | He Hanbin Yu Yang                            | China             |
| 2006      | Hong Ji-hoon           | Wang Yihan               | Lee Yong-dae Cho Gun-woo                  | Ma Jin Wang Xiaoli           | Lee Yong-dae Yoo Hyun-young                  | Südkorea          |
| 2007      | Chen Long              | Wang Lin                 | Chung Eui-seok Shin Baek-cheol            | Xie Jing Zhong Qianxin       | Lim Khim Wah Ng Hui Lin                      | China             |
| 2008      | Wang Zhengming         | Saina Nehwal             | Mak Hee Chun Teo Kok Siang                | Fu Mingtian Yao Lei          | Chai Biao Xie Jing                           | China             |
| 2009      | Tian Houwei            | Ratchanok Intanon        | Chooi Kah Ming Ow Yao Han                 | Tang Jinhua Xia Huan         | Maneepong Jongjit Rodjana Chuthabunditkul    | China             |
| 2010      | Viktor Axelsen         | Ratchanok Intanon        | Ow Yao Han Yew Hong Kheng                 | Bao Yixin Ou Dongni          | Liu Cheng Bao Yixin                          | China             |
| 2011      | Zulfadli Zulkiffli     | Ratchanok Intanon        | Nelson Heg Wei Keat Teo Ee Yi             | Lee So-hee Shin Seung-chan   | Alfian Eko Prasetya Gloria Emanuelle Widjaja | Malaysia          |
| 2012      | Kento Momota           | Nozomi Okuhara           | Lee Chun Hei Ng Ka Long                   | Lee So-hee Shin Seung-chan   | Edi Subaktiar Melati Daeva Oktavianti        | China             |
| 2013      | Heo Kwang-hee          | Akane Yamaguchi          | Li Junhui Liu Yuchen                      | Chae Yoo-jung Kim Ji-won     | Huang Kaixiang Chen Qingchen                 | Südkorea          |
| 2014      | Lin Guipu              | Akane Yamaguchi          | Kittinupong Kedren Dechapol Puavaranukroh | Chen Qingchen Jia Yifan      | Huang Kaixiang Chen Qingchen                 | China             |
| 2015      | Lu Chia-hung           | Goh Jin Wei              | He Jiting Zheng Siwei                     | Chen Qingchen Jia Yifan      | Zheng Siwei Chen Qingchen                    | China             |
| 2016      | Sun Feixiang           | Chen Yufei               | Han Chengkai Zhou Haodong                 | Sayaka Hobara Nami Matsuyama | He Jiting Du Yue                             | China             |
| 2017      | Kunlavut Vitidsarn     | Gregoria Mariska Tunjung | Mahiro Kaneko Yunosuke Kubota             | Baek Ha-na Lee Yu-rim        | Rinov Rivaldy Pitha Haningtyas Mentari       | China             |
| 2018      | Kunlavut Vitidsarn     | Goh Jin Wei              | Di Zijian Wang Chang                      | Liu Xuanxuan Xia Yuting      | Leo Rolly Carnando Indah Cahya Sari Jamil    | China             |
| 2019      | Kunlavut Vitidsarn     | Riko Gunji               | Leo Rolly Carnando Daniel Marthin         | Lin Fangling Zhou Xinru      | Feng Yanzhe Lin Fangling                     | Indonesien        |
| 2020 2021 | nicht ausgetragen      | nicht ausgetragen        | nicht ausgetragen                         | nicht ausgetragen            | nicht ausgetragen                            | nicht ausgetragen |
| 2022      | Kuo Kuan-lin           | Tomoka Miyazaki          | Xu Huayu Zhu Yijun                        | Liu Shengshu Wang Tingge     | Zhu Yijun Liu Shengshu                       | Südkorea          |
| 2023      | Alwi Farhan            | Pitchamon Opatniput      | Ma Shang Zhu Yijun                        | Maya Taguchi Aya Tamaki      | Liao Pinyi Zhang Jiahan                      | China             |
| 2024      | Hu Zhean               | Xu Wenjing               | Kang Khai Xing Aaron Tai                  | Ririna Hiramoto Aya Tamaki   | Lin Xiangyi Liu Yuanyuan                     | Indonesien        |

## Mannschaften
| Jahr | Gold                | Silber              | Bronze              |
| ---- | ------------------- | ------------------- | ------------------- |
| 2000 | Volksrepublik China | Südkorea            | Indonesien          |
| 2002 | Volksrepublik China | Südkorea            | Indonesien          |
| 2004 | Volksrepublik China | Südkorea            | Indonesien          |
| 2006 | Südkorea            | Volksrepublik China | Malaysia            |
| 2007 | Volksrepublik China | Südkorea            | Singapur            |
| 2008 | Volksrepublik China | Südkorea            | Malaysia            |
| 2009 | Volksrepublik China | Malaysia            | Thailand            |
| 2010 | Volksrepublik China | Südkorea            | Malaysia            |
| 2011 | Malaysia            | Südkorea            | Chinesisch Taipeh   |
| 2012 | Volksrepublik China | Japan               | Südkorea            |
| 2013 | Südkorea            | Indonesien          | Volksrepublik China |
| 2014 | Volksrepublik China | Indonesien          | Japan               |
| 2014 | Volksrepublik China | Indonesien          | Thailand            |
| 2015 | Volksrepublik China | Indonesien          | Chinesisch Taipeh   |
| 2016 | Volksrepublik China | Malaysia            | Japan               |
| 2016 | Volksrepublik China | Malaysia            | Thailand            |
| 2017 | Volksrepublik China | Malaysia            | Japan               |
| 2017 | Volksrepublik China | Malaysia            | Südkorea            |
| 2018 | Volksrepublik China | Südkorea            | Indonesien          |
| 2018 | Volksrepublik China | Südkorea            | Japan               |
| 2019 | Indonesien          | Volksrepublik China | Thailand            |
| 2019 | Indonesien          | Volksrepublik China | Japan               |
| 2022 | Südkorea            | Chinesisch Taipeh   | Indonesien          |
| 2022 | Südkorea            | Chinesisch Taipeh   | Japan               |
| 2023 | Volksrepublik China | Indonesien          | Malaysia            |
| 2023 | Volksrepublik China | Indonesien          | Chinesisch Taipeh   |
| 2024 | Indonesien          | Volksrepublik China | Malaysia            |
| 2024 | Indonesien          | Volksrepublik China | Japan               |